# El Refugio y el Reparo
El Refugio y el Reparo är en ort i Mexiko.   Den ligger i kommunen Doctor Arroyo och delstaten Nuevo León, i den centrala delen av landet, 500 km norr om huvudstaden Mexico City. El Refugio y el Reparo ligger 1 814 meter över havet och antalet invånare är 209.
Terrängen runt El Refugio y el Reparo är platt åt nordväst, men åt sydost är den kuperad. Runt El Refugio y el Reparo är det mycket glesbefolkat, med 5 invånare per kvadratkilometer. Närmaste större samhälle är Doctor Arroyo, 16,2 km öster om El Refugio y el Reparo. Omgivningarna runt El Refugio y el Reparo är i huvudsak ett öppet busklandskap.